# Тесто
Тестото представлява еднородна смес от брашно, малко количество вода и други съставки като готварска сол, захар, мая, сода за хляб, мазнина, яйца, прясно или кисело мляко. Тестото се използва за направата на т.нар. тестени изделия.
В зависимост от продуктите и технологията на приготвяне съществуват различни видове тесто:
- хлебно тесто – хляб
- козуначено тесто – за козунаци и кифли
- парено тесто – за еклери и тулумбички
- бисквитено тесто (пандишпан) – за реванета
- многолистно маслено (бутер) тесто – за бутер соленки
- ронливо (пясъчно, линцер) маслено тесто.

В зависимост от консистенцията си, тестото се излива във форма (като пандишпана и течното тесто за палачинки), шприцова (като тестото за тулумбички) или се меси и точи (като козуначеното тесто). В кулинарната практика се използват специални ножове за тесто, както и формички за сладки и соленки.
Тестото подлежи на разнообразна термична обработка: обикновено се пече на фурна (хляб, козунак и др.), понякога се пържи (мекици, бухтички), а в редки случаи се вари (пелмени).
При видовете тесто, съдържащи захар, трябва да се внимава и да не се превишава посоченото количество в рецептата, понеже при печене захарта спира процеса на бухване и изделието остава клисаво и ронливо.
Обикновено, за да не загаря тестото по дъното на формата, тя се намазнява и/или посипва с брашно. При лепкави теста, които изискват ръчно оформяне (например някои видове соленки) мазнината и брашното спомагат също за по-лесното отделяне на тестото от пръстите.